# Vrapce (Medveđa)
Vrapce (cirill betűkkel Врапце, albánul Braina e Madhe) egy falu Szerbiában, a Jablanicai körzetben, a Medveđai községben.

## Népesség
- 1948-ban 354 lakosa volt.
- 1953-ban 385 lakosa volt.
- 1961-ben 328 lakosa volt.
- 1971-ben 225 lakosa volt.
- 1981-ben 133 lakosa volt.
- 1991-ben 69 lakosa volt
- 2002-ben 45 lakosa volt,[1] akik közül 20 szerb (44,44%), 1 albán, 1 jugoszláv, 1 ismeretlen.[2]